# Hendra virus
L'Hendra virus, il cui nome scientifico è Hendra henipavirus, è un virus a RNA appartenente al genere Henipavirus. Viene trasmesso dai pipistrelli ed è associato a un'infezione altamente fatale sia per i cavalli che per l'uomo. Numerosi focolai sono stati causati dal virus Hendra, soprattutto in Australia.

## Storia
Hendra virus è stato il primo Henipavirus scoperto. Era il settembre del 1994 quando ad Hendra, un sobborgo di Brisbane in Australia, iniziarono ad ammalarsi decine di cavalli. Il primo di questi è stata una cavalla chiamata Drama Series, al termine della sua carriera come cavalla da corsa. Stava pascolando in un campo non molto distante da Hendra, quando iniziò a presentare i primi sintomi: non aveva voglia di muoversi e aveva dei rigonfiamenti alle labbra e alle palpebre. Il suo addestratore decise dunque di farla rientrare alla stalla, ma dovette caricarla su un mezzo per trasportarla.
Il veterinario che la visitò il giorno dopo, riscontrò ancora il gonfiore del muso e trovò in bocca i residui del cibo che aveva solo masticato. Le somministrò degli antibiotici in via del tutto precauzionale, poiché successivamente avanzò l'ipotesi di un avvelenamento. Drama morì il giorno dopo, e l'ipotesi dell'avvelenamento tramontò due settimane dopo, quando anche gli altri cavalli della scuderia si ammalarono. L'attenzione ricadde quindi su una malattia contagiosa. Tutti e 20 i cavalli della scuderia morirono nel giro di un paio di giorni: 13 a causa della malattia mentre i restanti 6 furono abbattuti per evitare ulteriori contagi fuori dalla stalla.
A questo punto si ammalarono anche l'addestratore e lo stalliere di una particolare influenza aggressiva. È con la morte dell'addestratore che si iniziarono a fare le autopsie sia ai cavalli che all'addestratore e si scoprì che si erano infettati con lo stesso virus. Lo stalliere sopravvisse, anche se rimase convalescente per lungo tempo. L'Australian Animal Health Laboratory (AAHL) identificò quel virus come morbillivirus equino, ma siccome aveva effettuato un salto di specie da cavallo a uomo, ritennero più corretto cambiargli il nome e adottarono Hendra virus.
Il 26 luglio 2011 un cane è stato segnalato per avere anticorpi anti-Hendra virus: era la prima volta che un animale diverso da un pipistrello, un cavallo o un essere umano è risultato positivo al di fuori di una situazione sperimentale. A giugno 2014 in Australia si sono verificati un totale di 50 focolai, in cui gli esseri umani sono stati infettati in solamente quattro di questi. A seguito di questi eventi, 83 cavalli sono morti o sono stati soppressi. 

## Trasmissione
I pipistrelli del genere Pteropus sono stati identificati come i reservoirs del virus Hendra. I cavalli vengono infettati da Hendra dopo l'esposizione al fluido corporeo di un pipistrello infetto. I 7 casi umani invece, sono stati tutti contagiati dal contatto con cavalli malati.

I 50 focolai che a giugno 2014 hanno interessato la costa orientale dell'Australia, sono distribuiti più o meno come l'areale di almeno quattro dei pipistrelli della frutta: Pteropus scapulatus, Pteropus alecto, Pteropus poliocephalus e Pteropus conspicillatus.

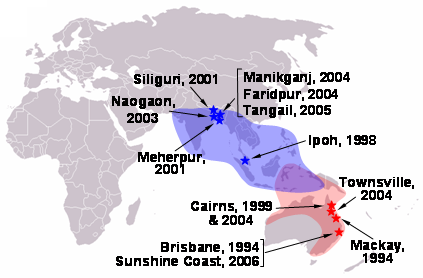
Areale di Pteropus lylei, serbatoio naturale di Nipah virus. Le stelline indicano i focolai noti.
Areale di Pteropus scapulatus e Pteropus Alecto, serbatoi naturali di Hendra virus. Le stelline indicano i focolai noti.

La tempistica dei focolai suggerisce un modello stagionale. Inizialmente si pensava che questo potesse essere correlato al ciclo riproduttivo di Pteropus scapulatus, che si riproducono tipicamente tra aprile e maggio. Successivamente, tuttavia, Pteropus alecto e Pteropus conspicillatus sono state identificate come le specie più soggette a ricadute di infezioni. Anche la tempistica dei focolai appare più probabile durante i mesi più freddi, quando è possibile che la temperatura e l'umidità siano più favorevoli alla sopravvivenza a lungo termine del virus nell'ambiente.
Non ci sono prove di trasmissione all'uomo direttamente dai pipistrelli e, in quanto tale, sembra che l'infezione umana si verifichi solo attraverso un ospite intermedio: un cavallo. Nonostante ciò, nel 2014 il governo del NSW ha approvato la distruzione delle colonie di pipistrelli della frutta.

## Patologia
Il tasso di mortalità negli esseri umani è del 60% e nei cavalli del 75%.
I pipistrelli della frutta infettati sperimentalmente dal virus Hendra sviluppano un'infezione che permette al virus di essere rilasciato nelle urine, nelle feci e nella saliva per circa una settimana. Non c'è nessun'altra indicazione di una malattia in loro. I sintomi dell'infezione da virus Hendra nell'uomo possono essere respiratori, inclusi emorragia ed edema dei polmoni o, in alcuni casi, meningite virale. Nei cavalli, l'infezione di solito causa uno o più edema polmonare, congestione e segni neurologici.